# Řád zlatého rouna

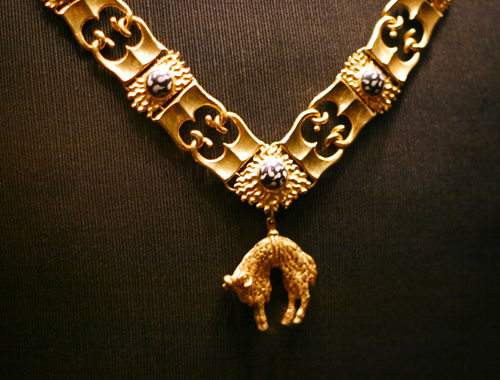
Kolana s odznakem rytíře Řádu zlatého rouna (Vídeňská klenotnice)

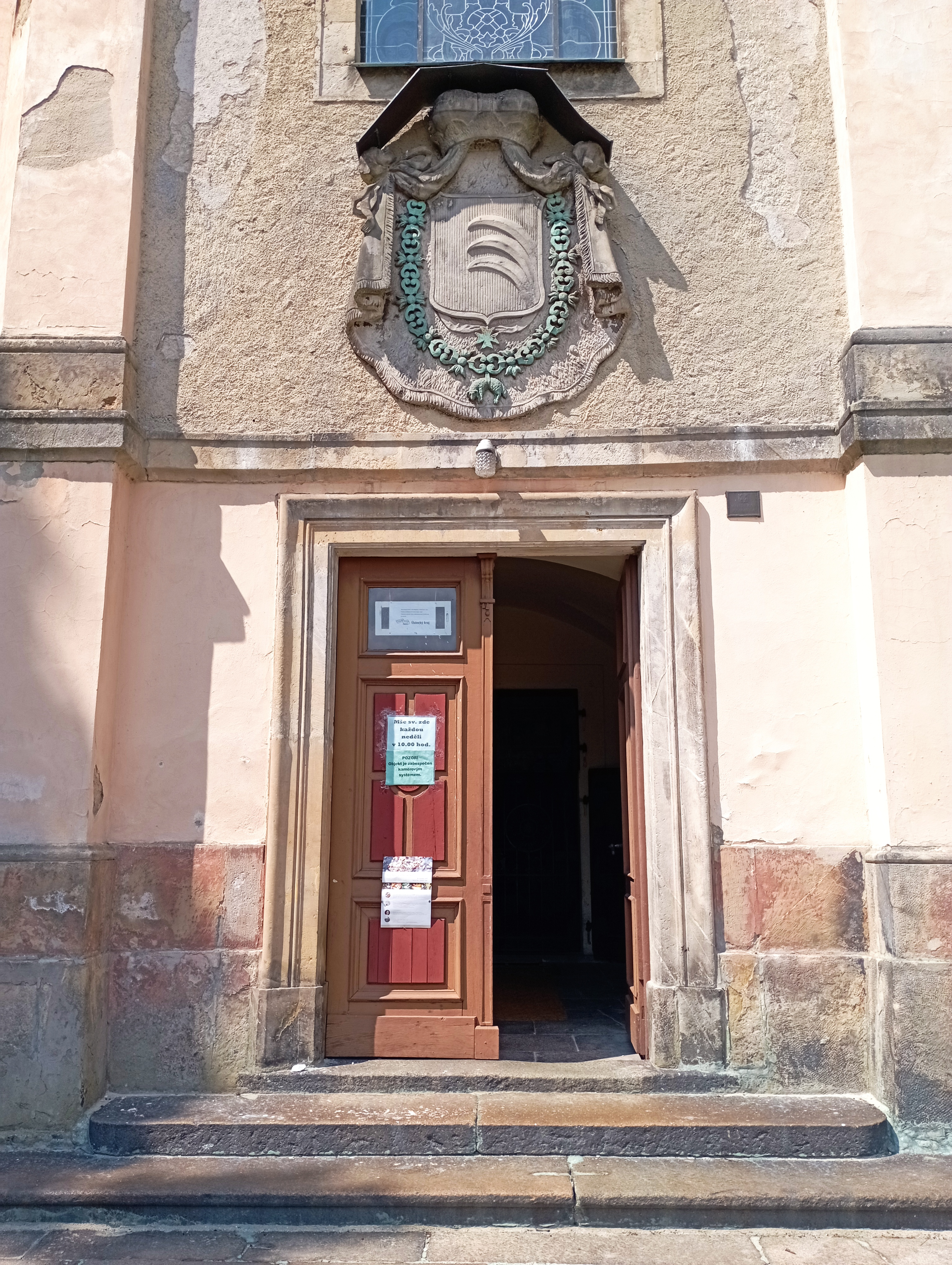
Řád zlatého rouna jako součást erbu donátora Fr. Oldřicha Kinského na kostele v Krásné Lípě

Řád zlatého rouna (francouzsky Ordre de la Toison d'or, latinsky Ordo aurei velleris) je rytířský řád, založený roku 1430, a jako spolek rytířů organizovaný po vzoru duchovních rytířských řádů. Později byl stále více privilegovaným a byl udělován velmistrem jako odměna za zásluhy. 

## Popis

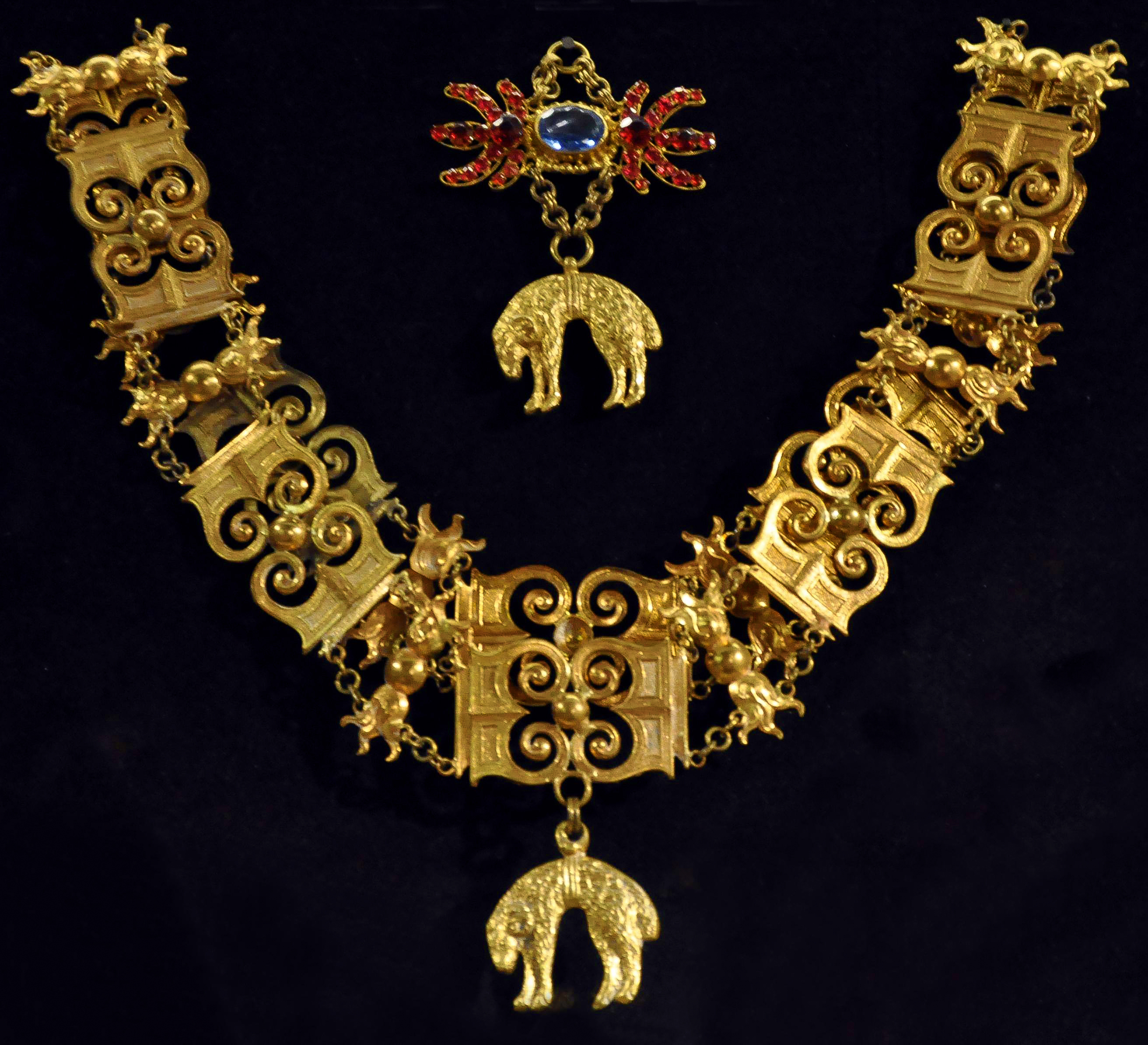
Španělský odznak a kolana (Muzeum Grand Curtius, Belgie)

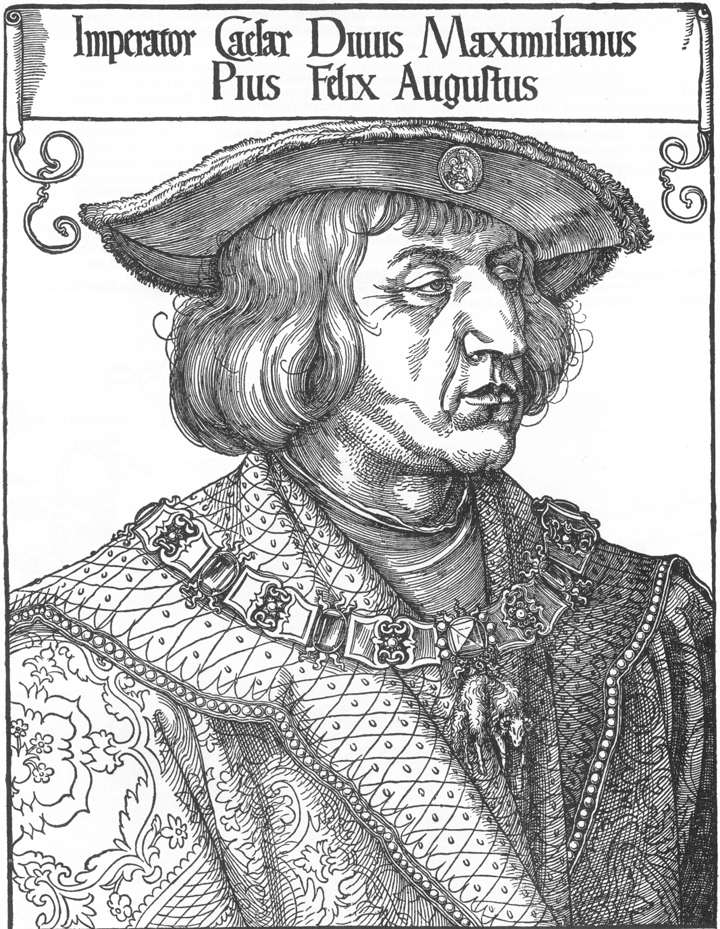
Albrecht Dürer: Císař Maxmilián I. (1518)

Řádový odznak je odlitý ze zlata, váží 100 až 150 gramů a je trojdílný. Tvoří jej: 
1. Zlatá beránčí kůže, to jest huňaté nestříhané rouno. Hlava beránka je obrácena heraldicky doprava a nohy, dvě a dvě spojené, visí vždy dolů. Hlava je otočená rovněž doprava, buď z profilu, v tom případě je vidět pouze levý roh, který bývá spirálovitě zatočený a vroubkovaný, nebo v poloprofilu, přičemž je nahoře patrná ještě část pravého rohu. Oko bývá štěrbinové, přivřené. Rouno je na hřbetě projmuto (přepásáno) svisle orientovaným ouškem, jímž je provlečeno očko k zavěšení na 2. článek, nebo na řetěz.
2. Druhým článkem je křesací kámen, smaltovaný černě s bílými tečkami. Po stranách má červeně smaltované plaménky. Symbolizuje moment křesání jisker a vzplanutí plamene.
3. Popsané články jsou převýšeny zlatou křesací ocílkou, která má na spodním pásku drobný reliéf Jásona v boji s drakem a na rubu výjev z plavby argonautů. Zepředu je na kulatých držadlech ocilky řádová devisa v latině: PRETIUM LABORUM NON VILE (Odměna za námahu ne nepatrná). Na rubu nápis NON ALIUD (Ne jinak). Řádový odznak byl až do 16. století jednodílný.

Řetěz se nazývá kolana. Skládá se ze 28 zlatých křesacích kamenů, pokrytých černým emailem s bílými tečkami. Z kamenů na obě strany šlehají krátké zlaté, červeně smaltované plaménky. Mezi křesadla jsou vloženy dvojice navzájem spojených ocilek, po obou stranách mají dvě ouška k pohyblivému připojení na křesadla. Kolana byla až do vlády císaře Karla V. jediným řádovým odznakem a rytíř byl povinen ji nosit za všech okolností. Karel V. rozhodl, že řetěz pro svou velkou váhu bude vyhrazen ke slavnostním příležitostem a nahrazen červenou hedvábnou stuhou. Kolana se nenosí na krku, ale na ramenou; aby neklouzala, přišívaly se na kabát úchytky (knoflíčky). Individuální doplnění kolany o jehlancový drahokam nacházíme na portrétu císaře Maxmiliána I. z roku 1518. 
Udělený odznak zůstává majetkem rytíře, kolana je jen propůjčena a po smrti se musí vrátit řádu. Kromě tohoto odznaku existují jednodílné miniatury dekorace, které si každý rytíř pro běžné nošení dával zhotovit sám, a proto se mohou od vzoru v detailech odlišovat.
Potence je zlatý erbovní řetěz, který se od kolan rytířů liší třemi pásy (vnější má délku 143 cm, vnitřní 98,8 cm). Spodní pás tvoří kolana, dva horní pásy se skládají z dvojstranných destiček se smaltovanými erby žijících nositelů řádu. Potenci zavedl roku 1517 španělský král Karel V., v roce 1541 čítala 51 destiček. Destičky jsou výměnné. Dochovaný exemplář pochází z let 1517–1700 a je řádem zapůjčen do expozice Světské klenotnice ve Vídni. 
Řádový oděv (kroj, ornát) tvořil červený sametový talár a červený plášť se širokou bordurou, s pásem zlatě vyšívaných odznaků a s bílou hedvábnou podšívkou. K nim náležel chaperon, měkký klobouk z červeného sametu, s měkkou úzkou krempou a 165 centimetrů dlouhou sametovu stuhou, zvanou cornette. K ornátu patří červené punčochy (z portrétů řádových rytířů 16.–18. století známe také bílé punčochy), a kožené boty na vysokém podpatku. Se zavedením módy paruk se po polovině 17. století klobouk přestal nosit a v 19. století jej nahradil tuhý klobouk nového střihu se širokou krempou, ale kromě vzácných portrétů panovníků se kroj přestal užívat a jeden vídeňský exemplář z let 1712–1755 je jako památka deponován ve Světské klenotnici ve Vídni..
Řád zlatého rouna je určen výhradně katolíkům, a proto k ceremoniálům udělení řádu a slavnostním shromážděním patřily bohoslužby, k nimž se dochoval cenný gotický mešní ornát a gotický oltářní kříž francouzské provenience, s erbem zakladatelova otce, burgundského vévody Jana z Berry, vše uložené ve vídeňské klenotnici.

## Dějiny

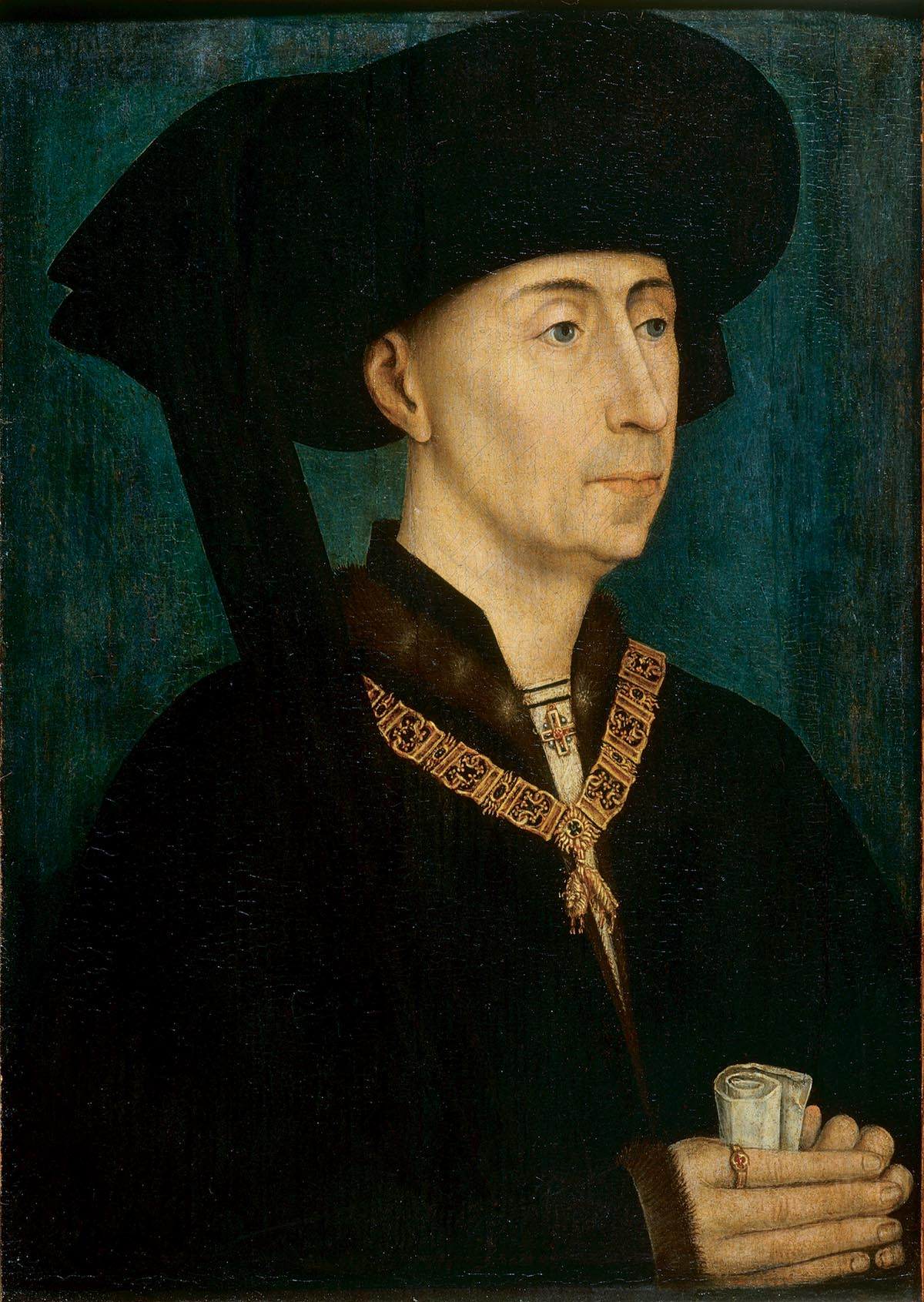
Filip III. Dobrý

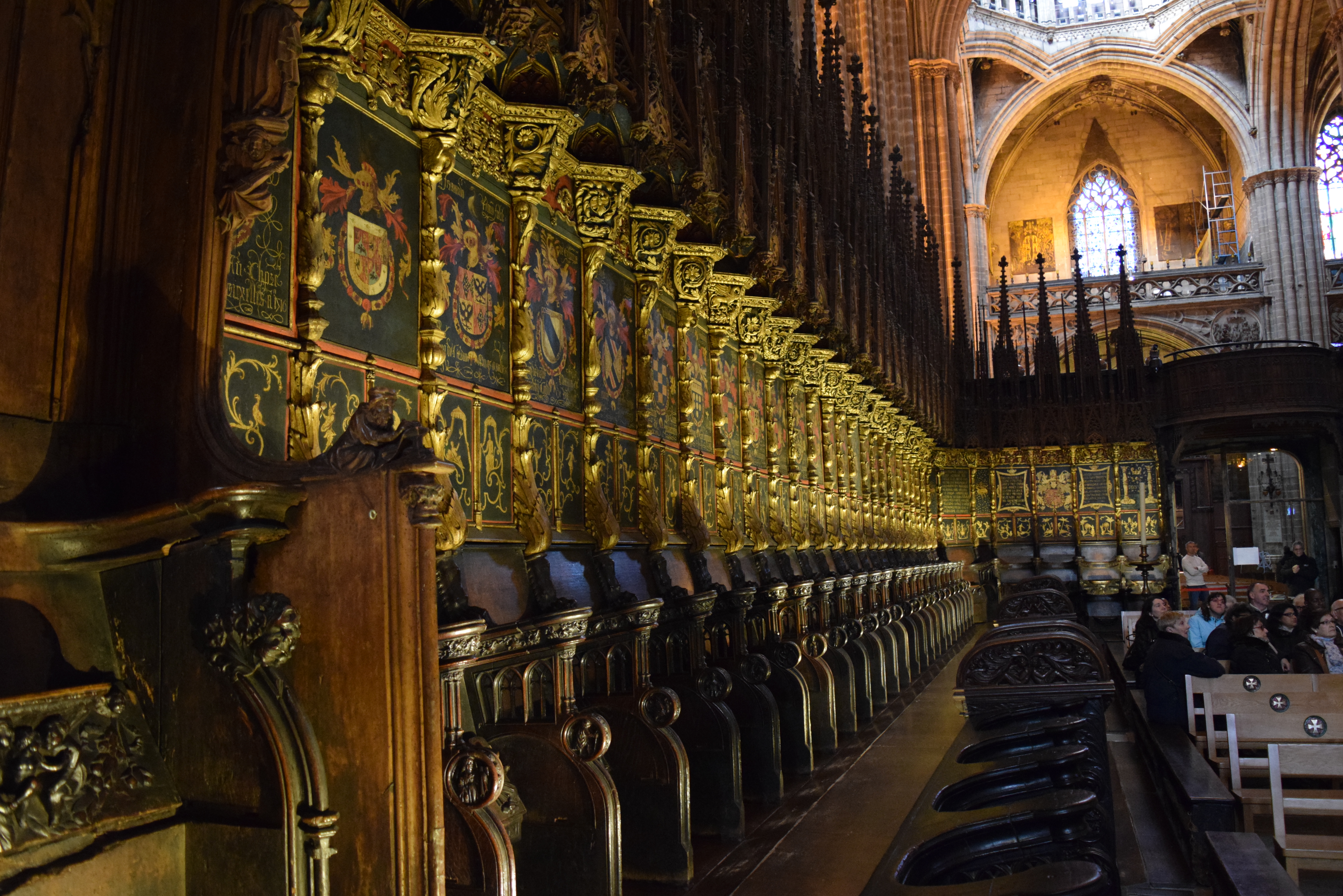
Sbor v barcelonské katedrále s erby rytířů řádu na kapitule v roce 1519 (zleva doprava: Fadrique Enríquez de Velasco, vévodové z Cardony, Béjaru, Infantada a Alby, následováni dalšími)

Řád zlatého rouna založil burgundský vévoda Filip III. Dobrý (1396–1467) 10. ledna roku 1430 u příležitosti svého třetího sňatku s portugalskou princeznou Isabelou.
Název měl připomínat starořeckou báji o Iásonovi a Argonautech, kteří během dobrodružné a nebezpečné výpravy získali rouno až v Kolchidě na východním pobřeží Černého moře. Vévoda Filip zde narážel na svůj plán zorganizovat protitureckou výpravu do Sýrie, která by odčinila krvavou porážku křesťanů u Nikopole roku 1396. Zlaté rouno ale odkazovalo také na osudy Gedeona, který podle Starého zákona požádal Hospodina o kožešinu (rouno) jako znamení svého vítězství nad nepřáteli.
Kruciata se sice nikdy nekonala, ale Filip Dobrý, jenž vyrůstal v prostředí, oslavujícím křížové výpravy, ideu založení rytířského řádu nikdy neopustil. Vhodná záminka se mu údajně naskytla až na konci 20. let 15. století, kdy mu měl být udělen anglický Podvazkový řád. Filip však váhal s jeho přijetím, protože s udělením byla spojena přísaha, která by z něj natrvalo udělala spojence Anglie. Aby byla nalezena dostatečná omluva, prohlásil burgundský vévoda, že má v úmyslu založit vlastní rytířský řád. Podle tehdejších zvyklostí totiž nebylo členství ve dvou řádech možné.
Omluva byla přijata a nejbližší vhodnou chvílí pro založení řádu Zlatého rouna se stala Filipova svatba s Isabelou Portugalskou 7. ledna 1430 v Sluys. Po nákladných oslavách pořádaných v Bruggách následovalo 10. ledna přijetí prvních 24 rytířů, příslušníků nejmocnějších burgundských šlechtických rodů. Jak bylo proklamováno, řád byl založen jak k oslavě Panny Marie a svatého apoštola Ondřeje, tak z důvodu podpory rytířských ctností.

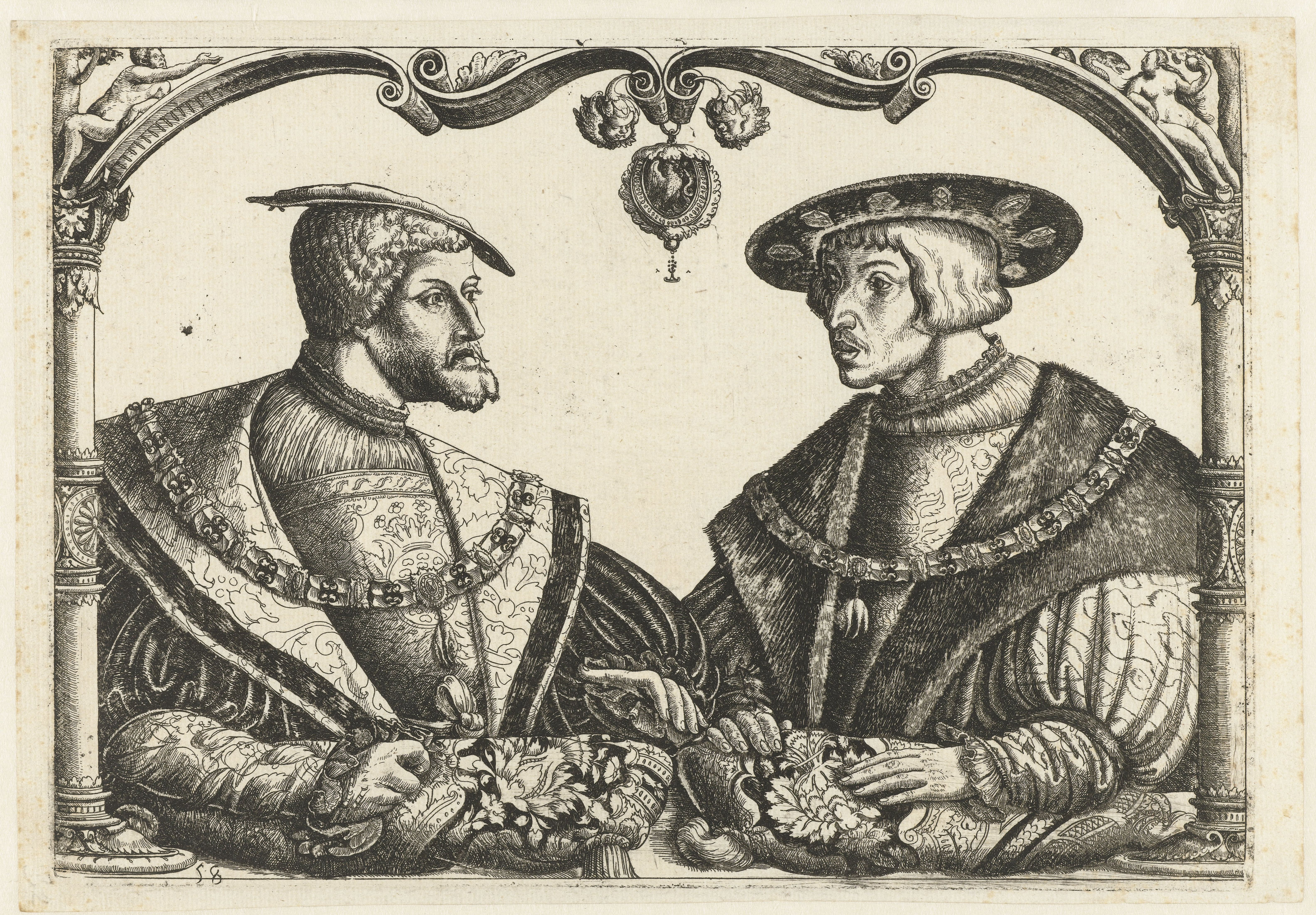
Karel V. a Ferdinand I. s řádem, 1530-1540

Zlaté rouno zůstalo burgundským rodinným řádem až do vymření zdejší panovnické dynastie Karlem Smělým roku 1477. Podle 65. kapitoly řádových statut přešlo následně velmistrovství na rakouského arcivévodu Maxmiliána, manžela dědičky Burgundska Marie, který byl do úřadu uveden 30. dubna 1478 v Bruggách. Po něm byli velmistry všichni panovníci z rodu Habsburků, jmenovitě z jeho starší španělské linie. Zásadní zlom ve vývoji řádu nastal 1. listopadu 1700, kdy zemřel Karel II., poslední Habsburk na madridském trůně. Následně vypukl spor o velmistrovství mezi příslušníky rakouské linie habsburské dynastie, kteří si je nárokovali z důvodu příbuzenství, a Filipem V. z Bourbon-Anjou, jenž usiloval o hodnost velmistra z titulu designovaného španělského krále. K dohodě se nikdy nedospělo, přestože se o záležitostech Zlatého rouna jednalo na kongresech v Utrechtu roku 1713, v Cambrai roku 1724 i v Cáchách roku 1748. Od roku 1701 tak existují dva řády Zlatého rouna – rakouský a španělský. Ve Španělsku se postupem času jeho udílení stalo mnohem liberálnějším a získávali jej dokonce nekatolíci, což byl jeden z důvodů, proč habsburský a později habsbursko-lotrinský rod existenci španělské řádové větve nikdy neuznal.

## Statuta a organizace řádu

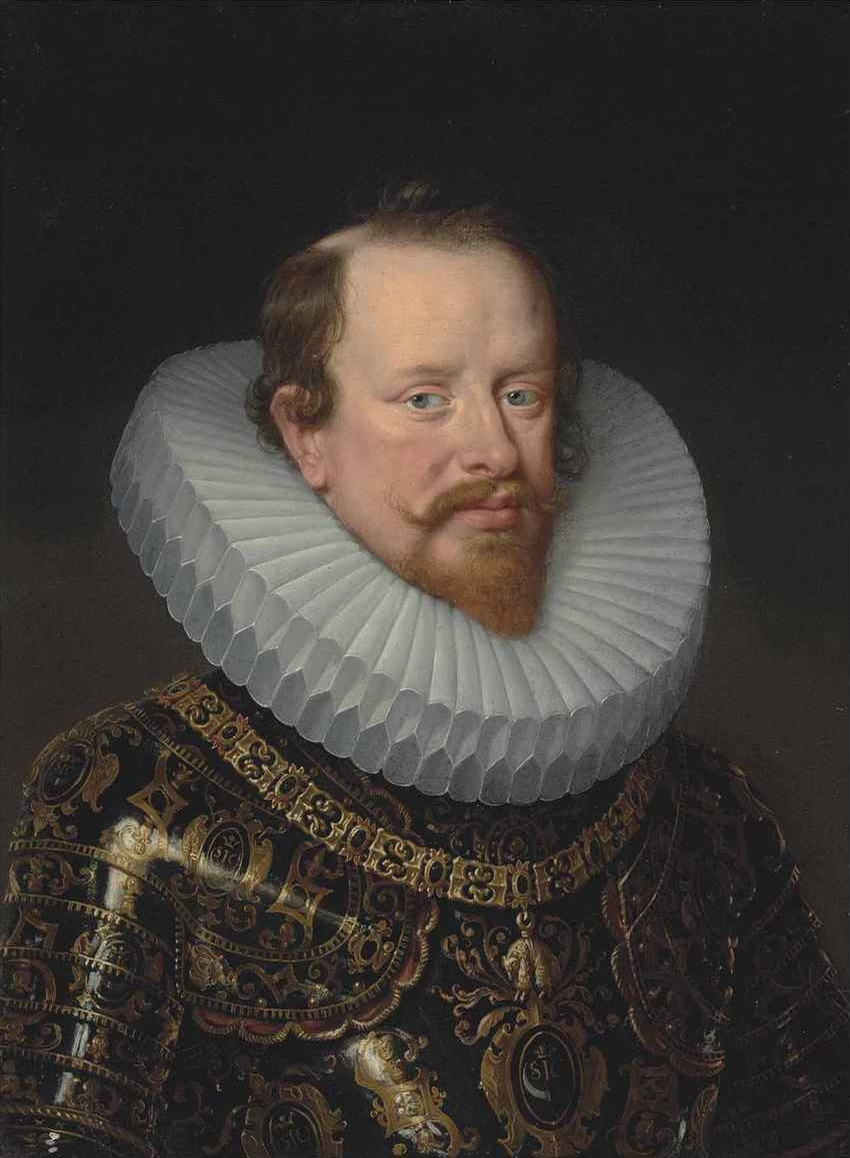
Frans Pourbus: Vincenzo II. Gonzaga, vévoda z Mantovy, kolem 1600

Statuta řádu byla vyhlášena na první řádové kapitule v Rysselu (dnes Lille) 22. listopadu 1431. Počet rytířů byl omezen na 31, ale za Karla V. se toto číslo zvýšilo na 51 a za Filipa IV. na 61. Třebaže později byla početní omezení zcela zrušena, byl řád Habsburky vždy udílen velmi vzácně (o udílení španělskými Bourbony to ovšem neplatí). Zlaté rouno má, podobně jako duchovní řády, vládu tvořenou úředníky, kteří nemusí být rytíři řádu. V jejím čele stojí kancléř, původně volený z řad vysokého duchovenstva, jenž opatruje řádovou pečeť a připravuje a řídí zasedání kapitul. Dalšími členy jsou pokladník, který se stará o finanční záležitosti, organizaci slavností a zajišťuje výrobu řádových dekorací, oděvů a diplomů potvrzujících členství v řádu a dalších písemností, a písař obstarávající řádovou administrativu. Do písařovy kompetence náleží také kontrola bezchybného šlechtického původu jednotlivých rytířů. Zvláštní pravomoci měl herold nazývaný Zlaté rouno (Toison d'or), řádový ceremoniář, jenž se dříve zabýval také zahraničními záležitostmi a mohl být pověřován diplomatickými misemi. Jeho odznakem je řádový řetěz doplněný 52 smaltovanými znaky rytířů a velmistra (tzv. potence). Úředníci nejsou (či lépe nemusí být) rytíři řádu.

### Přijímání do řádu
Přijímání (původně volba) rytířů spadala nejprve do kompetence shromáždění všech rytířů, tzv. řádové kapituly. Té předsedal velmistr řádu, tedy Filip Dobrý a jeho nástupci. Velmistr ale neměl původně žádná zvláštní privilegia. Náleželo mu stejné hlasovací právo jako ostatním a rozhodoval jen při rovnosti hlasů. Proto také mohlo dojít k situaci, kdy byl nový rytíř přijat proti vůli velmistra. Aby tomu bylo zabráněno, přenesl roku 1577 španělský král Filip II. roku 1577 právo jmenovat nové rytíře výlučně na sebe a své nástupce. Filip II. také zrušil řádové kapituly a dosavadní společenství rytířů tím změnil na osobní vyznamenání (světský řád) udělované panovníkem. Všechny ostatní rituály a předpisy ale zůstaly zachovány.

### Specifika rakouského řádu
Výlučnost rakouského Zlatého rouna byla dána i poměrně malým počtem (potenciálních i skutečných) příjemců řádu. Původní statuta zakazující rytířům řádu přijmout jiný řád a odmítající členství duchovních osob ztratila platnost během 18. století, ale ostatní předpisy zůstaly většinou zachovány dodnes. Rakouští arcivévodové tak získávali řád při dosažení plnoletosti, ovšem korunní princ se stával rytířem Zlatého rouna již po narození. Základní podmínkou pro udělení řádu byla samozřejmě příslušnost ke katolické církvi.
Na rozdíl od rytířských řádů (Johanitů či Německých rytířů) nemuseli kandidáti prokazovat svůj starošlechtický původ, tedy několik generací šlechtických předků po otcově i matčině linii, ani příslušnost k vyšší šlechtě, a řád tak teoreticky mohl být udělen každé osobě, která si svou veřejnou činností či službami panovníkovi získala veřejné zásluhy. V praxi však do roku 1918 mezi rytíři nacházíme výlučně katolické suverény, členy jejich rodin a příslušníky nejvyšší aristokracie – většinou knížata a hrabata, svobodným pánům byl řád udílen jen výjimečně a zejména ve starší době. Řádovým kancléřem byl od nástupu Františka Josefa šéf jeho kabinetní kanceláře.

## Řád zlatého rouna v současnosti
Po smrti posledního císaře Karla I. se protektorem řádu stal bratr Maxmilián (1895–1952), který zastupoval nezletilého následníka trůnu arcivévodu Ottu (1912–2011). Ten se oficiální hlavou rodu stal roku 1930 a tehdy také přijal funkci velmistra řádu. Postavení Zlatého rouna je zcela mimořádné, protože obecně není pokládáno jen za habsburský domácí řád, ale za zvláštní právnickou osobu, což roku 1953 uznala i silně protimonarchisticky orientovaná Rakouská republika. Na základě zvláštní dohody byl vzácný řádový archiv roku 1951 deponován ve vídeňském Domácím, dvorním a státním archivu (Haus-, Hof- und Staatsarchiv), ale nadále zůstává v majetku řádu. Současnou hlavou řádu je Karel Habsbursko-Lotrinský, řádovým dnem je stále 30. listopad.

## Řádoví suveréni (do vymření španělských Habsburků)
- 1. Filip Dobrý, vévoda burgundský, 10. leden 1430 – 15. červen 1467
- 2. Karel Smělý, vévoda burgundský, 15. červen 1467 – 5. leden 1477
- 3. Maxmilián I., císař římský, 30. duben 1478 – 27. březen 1482
- 4. Filip I. Sličný, král kastilský, vévoda burgundský, otec českého krále Ferdinanda I. 27. březen 1482 – 25. září 1506
- 5. Karel V., císař římský, král španělský, 25. září 1506 – 22. říjen 1555
- 6. Filip II., král španělský, portugalský a anglický, 22. říjen 1555 – 13. září 1598
- 7. Filip III., král španělský a portugalský, 13. září 1598 – 31. březen 1621
- 8. Filip IV., král španělský a portugalský, 31. březen 1621 – 17. září 1665
- 9. Karel II., král španělský, 17. září 1665 – 1. listopad 1700

## Řádoví suveréni (španělská linie)

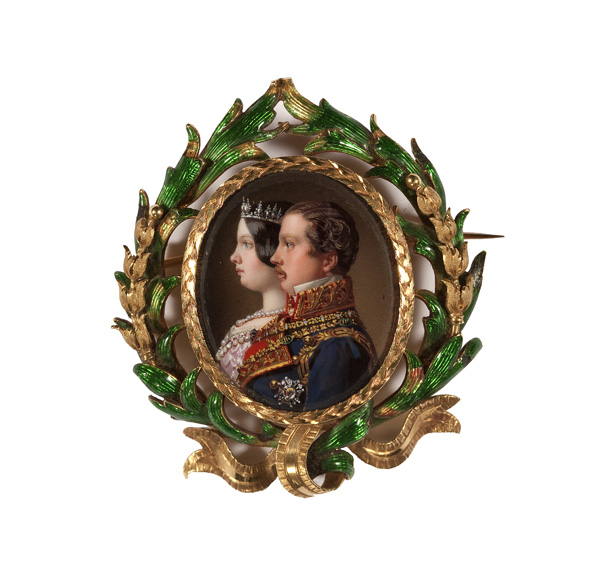
Svatební portrét Isabely II. a Františka Cádizského, který má 2 řády zlatého rouna (1846)

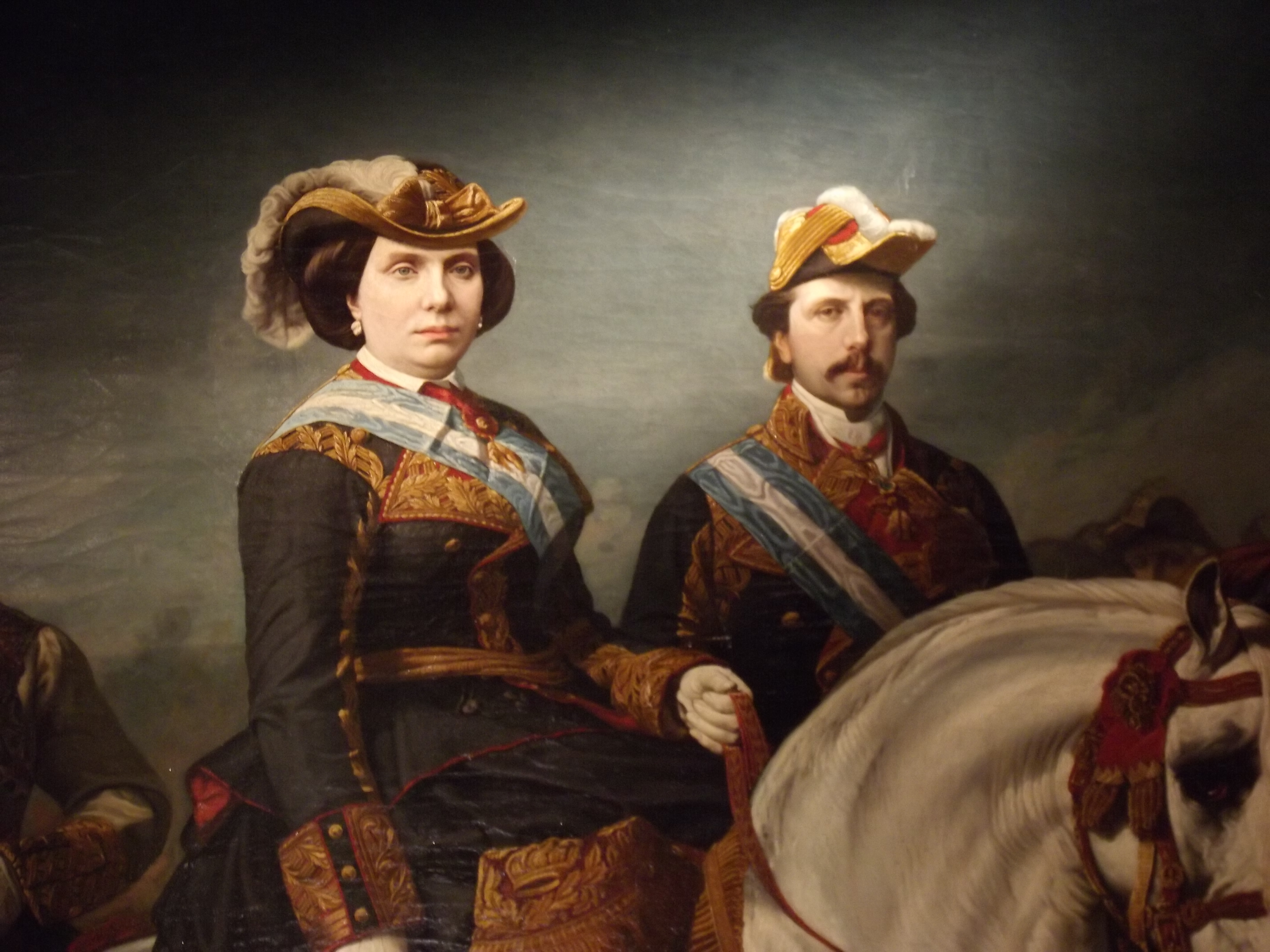
Královna Isabela II. s Františkem a řády (1841)

- 10. Filip V., král španělský, první suverén Řádu zlatého rouna z rodu Bourbonů (1700–1724)
- 11. Ludvík I., král španělský (1724)
- 10. Filip V., král španělský, druhé období úřadu (1724–1746)
- 12. Ferdinand VI., král španělský (1746–1759)
- 13. Karel III., král španělský (1759–1788)
- 14. Karel IV., král španělský (1788–1808)
- 15. Ferdinand VII., král španělský (1808–1833)
- 16. Isabela II., královna španělská (1833–1841)
- Generál Baldomero Espartero jako regent (1841–1843)
- Joaquín Marie Lopez, provizorní vláda (1843)
- 16. Isabela II. (1843–1868)
- Francisco Serrano y Domínguez, duque de la Torre (1868–1870)
- Amadeus I. Savojský, král španělský (1870–1873)
- 17. Alfons XII., král španělský (1874–1885)
- 18. Alfons XIII., král španělský (1886–1941)
- 19. Don Juan de Bourbon, hrabě barcelonský (1941–1977)
- 20. Juan Carlos I., král španělský (1977–2014)
- 21. Filip VI. Španělský, král španělský (2014–)

## Žijící členové (španělská linie)
Níže je uveden seznam jmen žijících rytířů a dam v chronologickém pořadí a v závorce rok, kdy byli do řádu uvedeni:
1. Filip VI. Španělský (1981) – jako vládnoucí španělský král, panovník řádu od roku 2014 poté, co se jeho otec vzdal jeho práv
2. Juan Carlos I. Španělský (1941) – bývalý suverén řádu jako král Španělska od roku 1975 do roku 2014
3. Karl XVI. Gustav Švédský (1983)
4. Akihito, emeritní císař Japonska (1985)
5. Beatrix, princezna Nizozemská (1985)
6. Markéta II. Dánská (1985)
7. Albert II. Belgický (1994)
8. Harald V. Norský (1995)
9. Simeon Sasko-Cobursko-Gothajský (2004), bývalý car Simeon II. Bulharský a bývalý předseda vlády Bulharské republiky.
10. Jindřich, velkovévoda Lucemburský (2007)
11. Javier Solana (2010)
12. Víctor García de la Concha (2010)
13. Nicolas Sarkozy, spolukníže Andorry (2011) a bývalý prezident Francouzské republiky
14. Enrique V. Iglesias (2014)
15. Leonor, kněžna z Asturie (2015, uvedeno 2018)

## Řádoví suveréni (rakouská linie)
- 10. Karel VI., císař římský (král český), král španělský, 1. listopad 1700 – 20. říjen 1740
- 11. František I., císař římský (král český), vévoda lotrinský, 20. říjen 1740 – 18. srpen 1765
- 12. Josef II., císař římský (král český), 18. srpen 1765 – 20. únor 1790
- 13. Leopold II., císař římský (král český), 20. únor 1790 – 1. březen 1792
- 14. František I. císař římský, císař rakouský (král český), 1. březen 1792 – 2. březen 1835
- 15. Ferdinand I. Dobrotivý, císař rakouský (král český), 2. březen 1835 – 2. prosinec 1848
- 16. František Josef I., císař rakouský (král český), 2. prosinec 1848 – 21. listopad 1916
- 17. Karel I., císař rakouský (král český), 21. listopad 1916 – 1. duben 1922
- Maxmilián Habsburský, protektor řádu, 1922 – 20. prosinec 1930
- 18. Otto Habsburský, korunní princ, hlava habsbursko-lotrinského rodu, 20. prosinec 1930 (teoreticky od 1. dubna 1922) – 30. listopad 2000
- 19. Karel Habsburský, hlava habsbursko-lotrinského rodu, od 30. listopadu 2000

## Žijící členové (rakouská linie)
Níže je uveden seznam jmen žijících rytířů v chronologickém pořadí a v závorce, je-li znám, rok jejich uvedení do řádu:
1. František, vévoda bavorský (1960)
2. arcivévoda Karel Rakouský (1961)  – suverén (velmistr) řádu od roku 2000
3. arcivévoda Andreas Salvator Rakouský, princ toskánský
4. arcivévoda Carl Salvator Rakouský, princ toskánský
5. princ Lorenz Belgický, arcivévoda Rakouský-d'Este
6. arcivévoda Michael Koloman Rakouský
7. arcivévoda Michael Salvator Rakouský, princ toskánský
8. arcivévoda Jiří Rakouský
9. arcivévoda Carl Christian Rakouský
10. Albert II., král Belgičanů
11. Hans-Adam II., kníže z Lichtenštejna
12. Duarte Pio, vévoda z Braganzy
13. Karl Christian Rakouský (1991)
14. Arcivévoda Josef Rakouský (1960)
15. Alois Konstantin kníže z Löwenstein-Wertheim-Rosenberg
16. Mariano Hugo, princ z Windisch-Graetz
17. Georg Adam Starhemberg (2001)
18. Baron Johann Friedrich ze Solemacher-Antweiler
19. Kubrat, princ z Panagyurishte (2002)
20. Jindřich, velkovévoda Lucemburský (2006)
21. Filip Belgický, král Belgičanů (2008)
22. Michel, princ z Ligne (2011)
23. princ Charles-Louis de Merode (2011)
24. Alexander, markrabě z Míšně (2012)
25. arcivévoda Ferdinand Zvonimir Rakouský
26. Peter Seilern-Aspang
27. Alexander von Sachsen-Gessaphe
28. arcivévoda Dominic Rakouský
29. Ferdinand Trauttmansdorff-Weinsberg
30. Prospero Colonna, princ von Avella
31. Nikolaus, princ z Lichtenštejna
32. Georg von Károlyi
33. Victor svobodný pán von Baillou
34. arcivévoda Eduard Rakouský (2016)
35. Emanuel kníže zu Salm-Salm (2016)
36. Johannes Trapp von Matsch (2016)
37. Ferdinand, princ ze Schwarzenbergu (2024)[7]

### Úředníci
- Kancléř: hrabě Alexander von Pachta-Reyhofen (od roku 2005)
- Velký kaplan: Christoph kardinál Schönborn, vídeňský arcibiskup (od roku 1992)
- Kaplan: hrabě Gregor Henckel-Donnersmarck (od roku 2007)
- Pokladník: baron Wulf Gordian von Hauser (od roku 1992)
- Registrátor: hrabě Karl-Philipp von Clam-Martinic (od roku 2007)
- Herold: baron Georg von Frölichstahl

## Nositelé řádu
Řád byl udílen pouze mužům z rodů vyšší šlechty, osobám mimo panovnické rody až do konce 18. století poměrně vzácně, což platilo zejména pro jeho rakouskou větev. Od 19. století se výjimečně uděloval také ženám-panovnicím. Jako první šlechtic z českých zemí jej získal Vratislav z Pernštejna (1555). 

## Galerie vybraných řádových rytířů

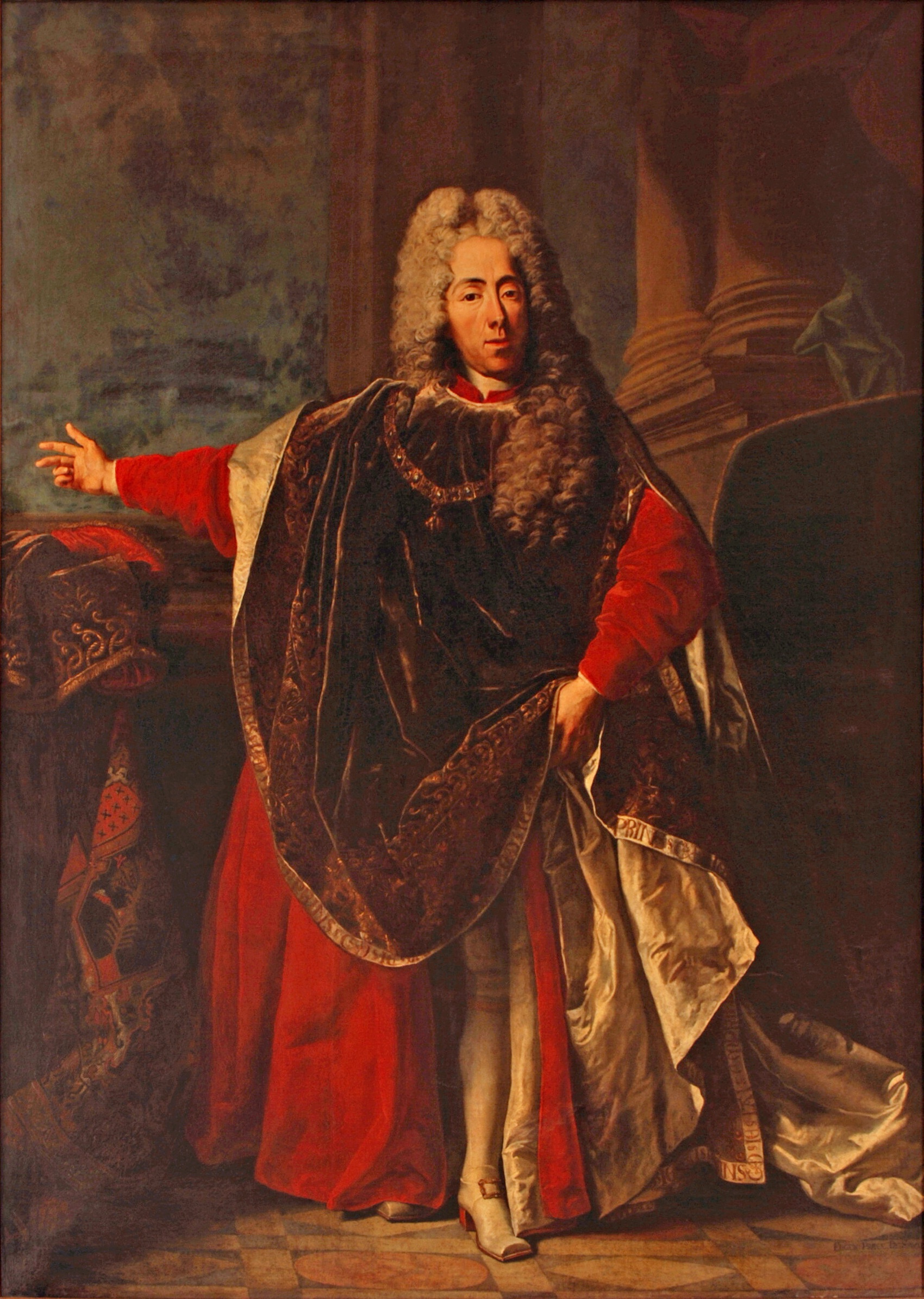
Evžen Savojský v řádovém kroji, 1710-1730
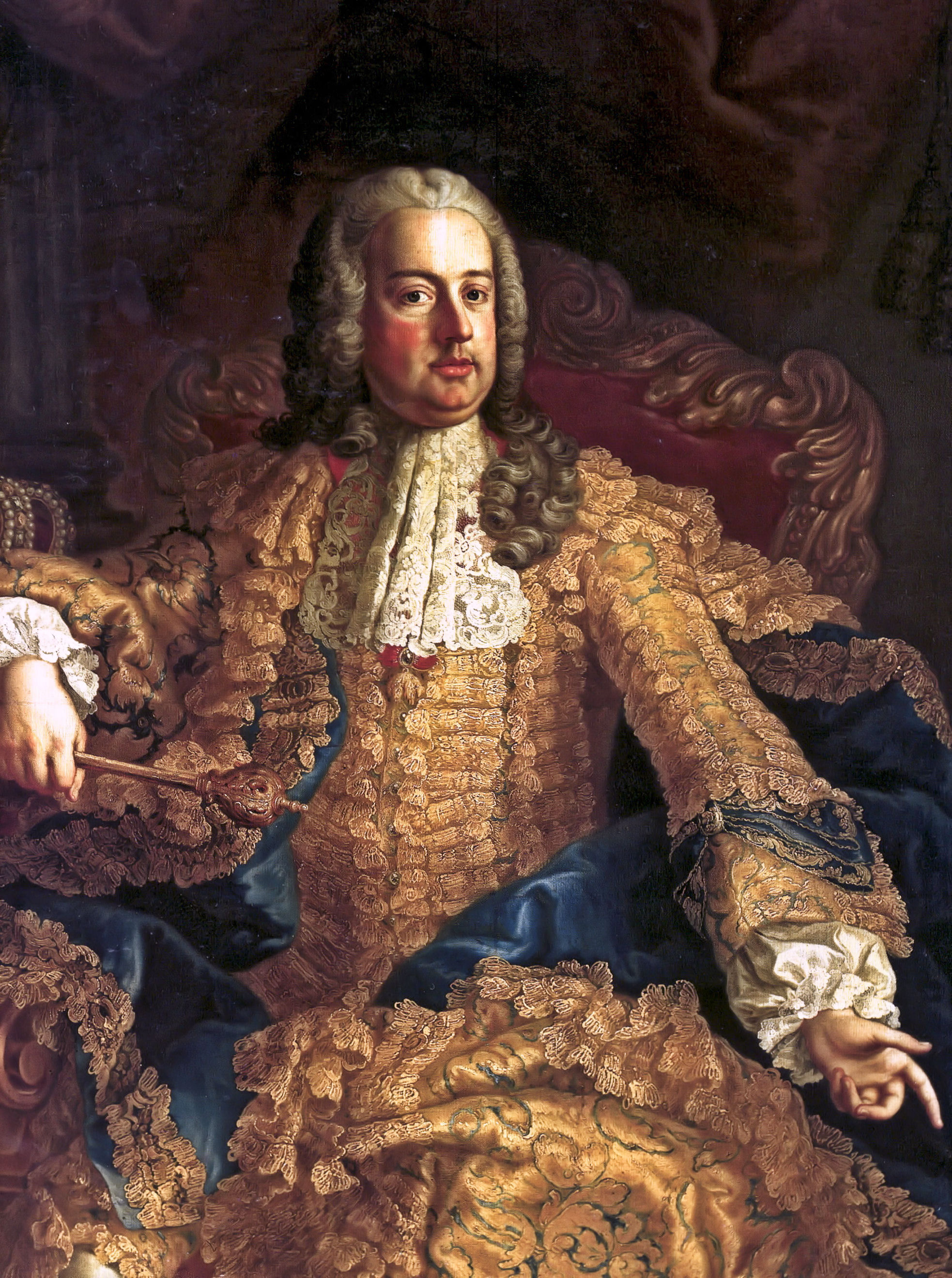
František Štěpán Lotrinský
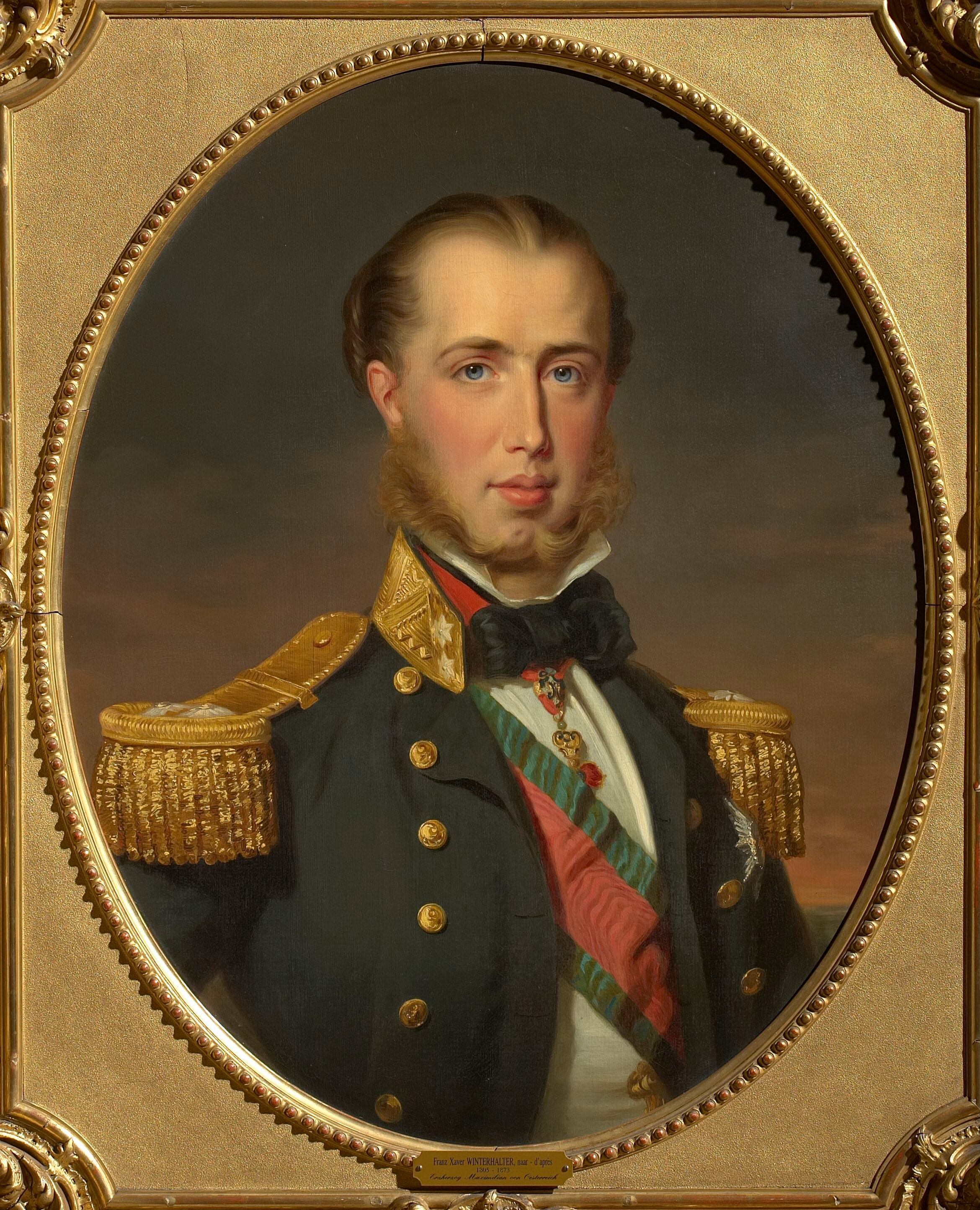
Maxmilián Mexický
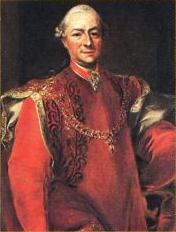
František Josef I. z Lichtenštejna
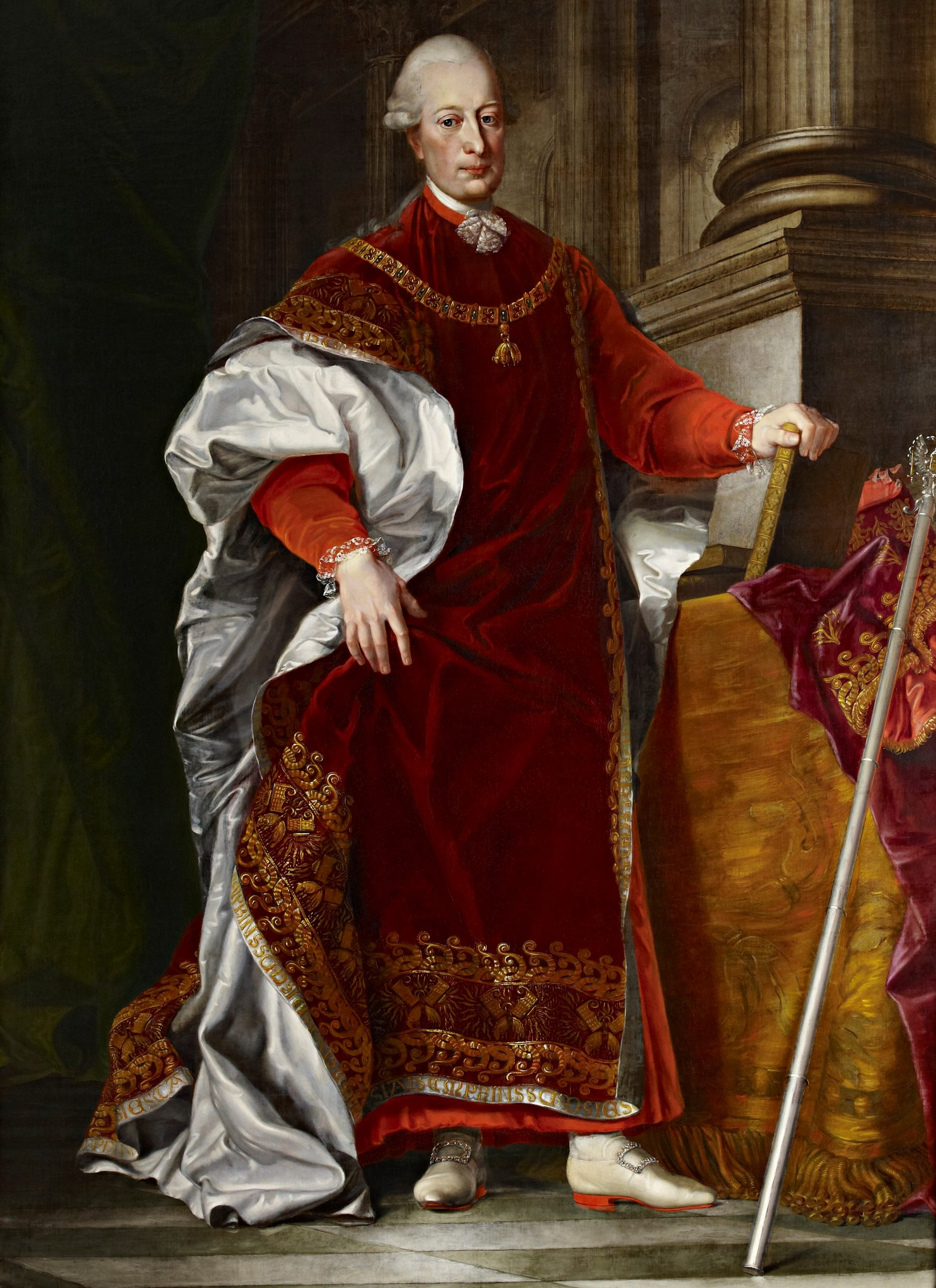
František Gundaker z Colloredo-Mansfeldu
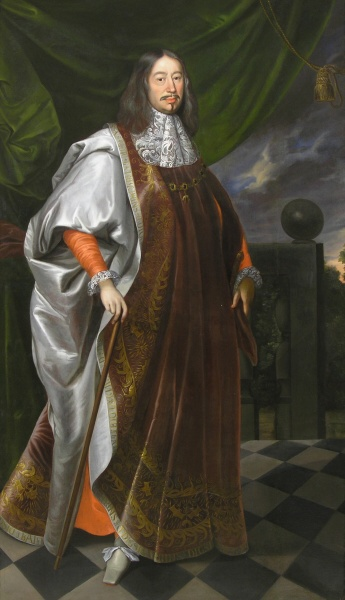
Jan Adolf I. ze Schwarzenbergu
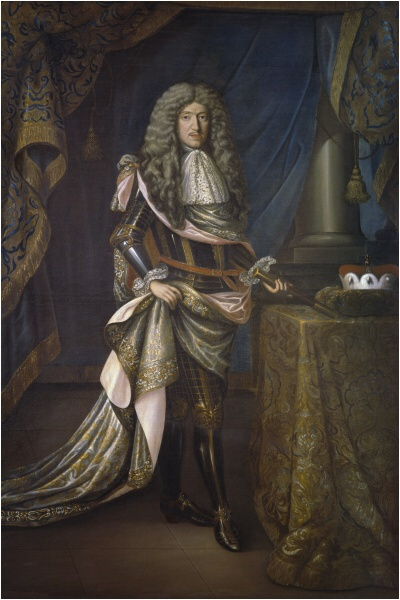
Jan Kristián I. z Eggenbergu
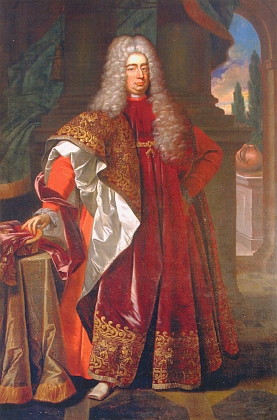
Adam František ze Schwarzenbergu
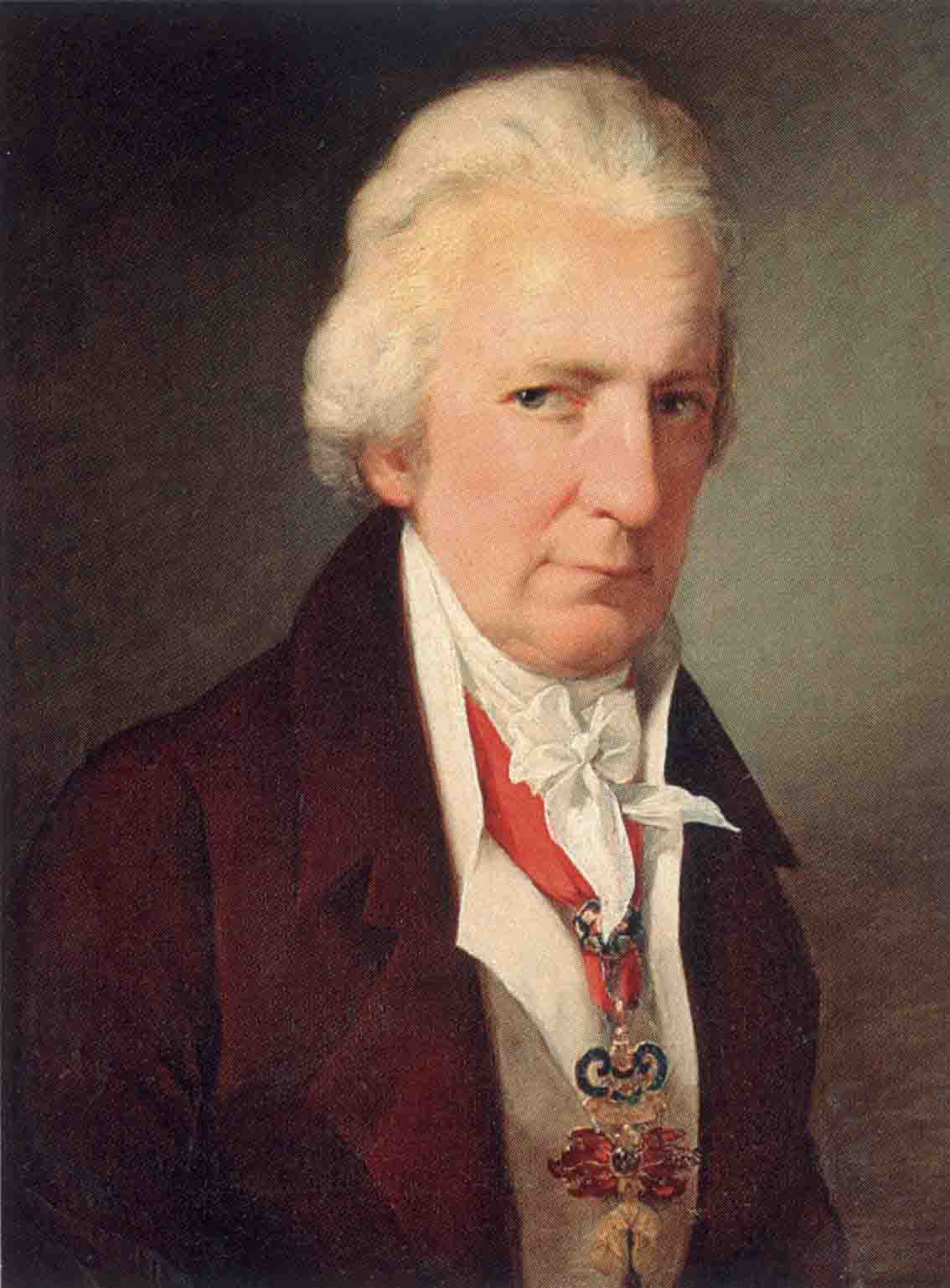
Jan Rudolf Chotek, před 1824
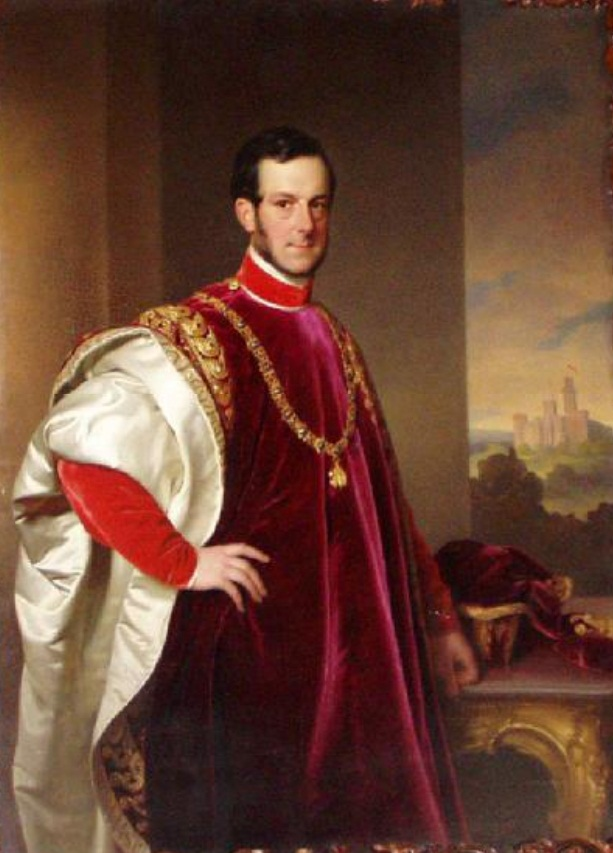
Jan Adolf II. ze Schwarzenbergu
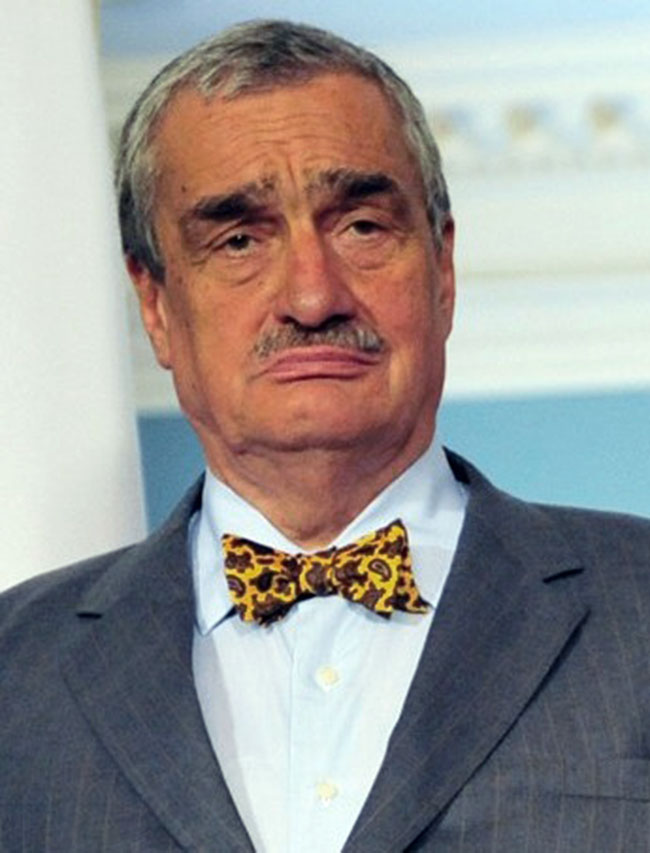
Karel ze Schwarzenbergu
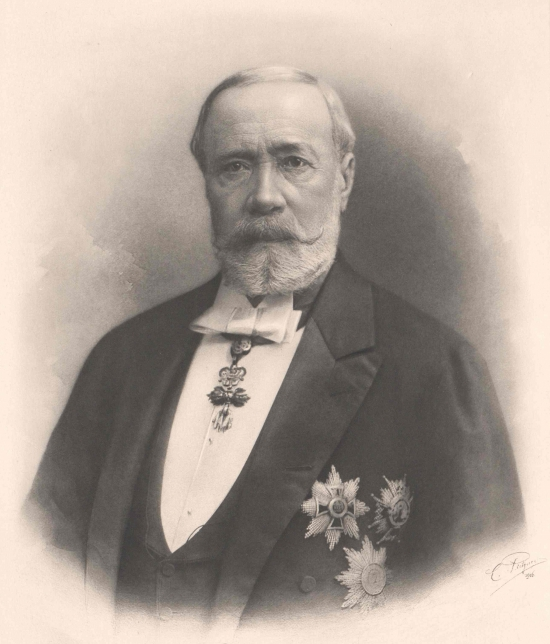
Jan Nepomuk z Harrachu